# Бильченко, Евгения Витальевна
Евгения Витальевна Бильченко (укр. Євгенія Віталіївна Більченко; род. 4 октября 1980 года, Киев) — украинская и российская поэтесса и переводчик, пишущая преимущественно на русском языке; профессор кафедры культурологии факультета философского образования и науки Национального педагогического университета имени М. П. Драгоманова (до 2021), доктор культурологии. Стихи Евгении Бильченко переведены на 23 языка мира.

## Образование
С 1997 по 2001 годы училась на культурологическом факультете Киевского национального университета культуры и искусств по специальности «культуролог, преподаватель теории и истории культуры». С 2002 года аспирантка кафедры культурологии Национального педагогического университета имени М. П. Драгоманова. Защитила в 2006 году кандидатскую диссертацию по религиозно-образовательной проблематике Древней Руси, в 2012 году — докторскую диссертацию по проблематике диалога культур в современном обществе. Автор двух монографий и около 150 научных статей, стипендиат Верховной Рады Украины 2015—2016 годов, автор магистерской программы для студентов специальности «Культурология» по направлению «Прикладная культурология: проблемы поликультурности и толерантности» (действует с 1 сентября 2016 года).
Преподавала на кафедре культурологии факультета философского образования и науки Национального педагогического университета имени М. П. Драгоманова до 2021 года.

## Поэзия
Автор 15 поэтических сборников. Публиковалась в журналах «Золотой век» (Киев), «Ренессанс» (Киев), «Art-ШУМ» (Днепропетровск), «Литера_Dnepr» (Днепропетровск), «Южное сияние» (Одесса), «Склянка часу» (Канев — Мёнхенгладбах), «Дети Ра» (Москва), «Зинзивер» (Санкт-Петербург), «Писатель. XXI век» (Санкт-Петербург), «Ковчег» (Ростов-на-Дону), «Север» (Петрозаводск), «Дарьял» (Владикавказ) и т. д. Отдельные произведения опубликованы в альманахах «Современный Ренессанс» (Киев), «Каштановый дом» (Киев), «Золотая Ника» (Одесса), «Крылья» (Луганск), «Пушкинское кольцо — 2010» (Черкассы), «Семейка» (Вупперталь), в антологиях «Пушкинская осень в Одессе — 2009» (2009), «Мы помним… (1945—2010)» (2010), «Согласование времен 2010. Поэзия» (2011), «Лит-Ё» (2012). Стихи Евгении на украинском опубликованы в журналах «Золота доба» (Киев), «Просто неба» (Львов), в альманахах «Ну що б здавалося слова…» (Киев), «Витоки» (Острог), в антологии «Літпошта (збірка молодої поезії, і не тільки…)» (2009).
Евгения черпает вдохновение в текстах русского рока и называет себя воспитанницей Янки Дягилевой и Егора Летова с идентичностью Александра Башлачёва. Она известна и как переводчик, который занимается переводом стихов украинских поэтов на русский язык (в частности, её переводы стихов Игоря Павлюка были опубликованы в книге «Исповедь последнего волхва» в 2012 году). В 2010 году её собственные стихи были переведены на украинский В. Богуславской и изданы в антологии «А українською — так» (2010). Является также членом Международной академии литературы и искусств Украины и Конгресса литераторов Украины. В 2017 году Евгенией Бильченко основана литературно-поэтическая студия в Киеве для начинающих и известных поэтов.

## Политика

### Украина
Первоначально была сторонницей Евромайдана и даже посвятила ему стихотворение «Я мальчик» (инципит «Я — мальчик, Я сплю, свернувшись в гробу калачиком…»), опубликованное 21 февраля 2014 года, которое обрело популярность в украинском сегменте Интернета и стало одним из неформальных символов Евромайдана. По собственным заявлениям, она была волонтёром организации «Правый сектор», поскольку нашла единомышленников либерального толка в его рядах: достаточно долгое время она поставляла воюющим в Донбассе подразделениям (в том числе 5-му батальону ДУК ПС, артиллеристам «Правого сектора») вещи, амуницию, тактические обвесы для стрелкового оружия и денежные средства на «фронтовые нужды».
К середине 2015 года Евгения, по её утверждениям, прекратила свою волонтёрскую деятельность. Она стала критиковать последствия Евромайдана в виде «роста коррупции, начавшейся войны и массовой цензуры», при этом возлагая ответственность за негативные последствия Евромайдана на лиц, попавших во властные структуры после 2014 года. Называла себя анархистом, гуманистом и сторонницей несистемной оппозиции, выступала за диалог культур и толерантность в обществе, критиковала современную украинскую национально-ориентированную интеллигенцию за «рабское сознание» и выступала против вмешательства проправительственных организаций в культурную деятельность в стране.
В 2020 году Бильченко в соцсети Facebook опубликовала пост с выступлением против принятия закона «Об обеспечении функционирования украинского языка как государственного», вступившего в силу 16 января 2021 года и обязывавшего использовать исключительно украинский язык при обращении к клиентам в сфере обслуживания. По её собственным словам, вскоре после этой публикации Евгении пригрозили увольнением из киевского Национального педагогического университета имени Михаила Драгоманова. Так же Бильченко сделала  заявление о том, что «Украина — колония Америки». После её антиукраинских заявлений, Бильченко в июле 2021 года была отстранена от преподавания.

### Россия
Согласно интервью Бильченко от 2022 года, в 2016 году она, побывав на одном из участков боевых действий в Донбассе, стала постепенно признавать неправильность многих своих действий и взглядов касаемо Евромайдана. Летом 2017 года она совершила самую длительную поездку в Москву и Санкт-Петербург, пробыв там три недели и организовав несколько творческих выступлений (одно из них состоялось на блогерском канале). В Петербурге она записала рок-альбом «Майяк» с харьковским музыкантом Иваном Вопиловым. По словам Евгении, в обоих городах её встречали достаточно тепло. В соцсетях Евгения заявила своим подписчикам, что украинские СМИ необоснованно очерняют Россию и её граждан, а в отношениях России и Украины была создана «искусственная проблема войны народов», в которой виноваты власти и СМИ с обеих сторон, но только не простые граждане.
После подобных сообщений она стала, по её же словам, подвергаться постоянной травле со стороны радикальных украинских националистов и российских оппозиционеров — сторонников Евромайдана. Она утверждает, что именно это привело к занесению её в «чёрный список» Службой безопасности Украины и попаданию на сайт «Миротворец» за «антиукраинскую пропаганду, отрицание российской агрессии и манипулирование общественно значимой информацией». Тем не менее, это не мешало работе Евгении в Киеве и её гастролям, в связи с чем появилась версия о занесении Бильченко в списки «Миротворца» по её же собственной инициативе. Бильченко обвиняла российских и украинских прозападно настроенных политиков в следовании принципам двойных стандартов и попыткам «оправдать неонацизм».
Бильченко призывала Россию и Украину выйти на разумный диалог для прекращения политического конфликта и установления мира в стране, считая, что обе стороны должны отказаться от предрассудков. Она не выступала в поддержку официальных властей, отрицая поддержку как «русского империализма», так и «украинского национализма». Хотя Бильченко называла Россию страной со сформировавшимся вертикальным контролем, в рамках которого можно сосуществовать, «если не заниматься откровенно подрывной оппозиционной деятельностью», она несколько раз была замечена как участница несанкционированных митингов и пикетов, проводимых на территории РФ представителями непарламентской оппозиции. По поводу русского языка на Украине она говорила, что существуют все признаки наличия подобной проблемы, и выступала против исключения творчества русских композиторов и литераторов из школьной программы.
В феврале 2018 года Бильченко, совершив поездку в Прагу и встретившись с группой чешских общественных деятелей, на своём сайте впервые официально осудила «обстрелы Донбасса Вооружёнными силами Украины» и события в Одессе 2 мая 2014 года, обратившись к жителям Одессы и Донбасса с просьбой о прощении за то, что в прошлом выступала в поддержку националистов. После начала российского вторжения на Украину призвала украинских военных совершить государственный переворот и свергнуть действующую власть Украины.

## Личная жизнь
В январе 2022 года Бильченко вышла замуж за российского поэта Аркадия Веселова, а также заявила о получении российского гражданства. Проживала в Киеве до переезда в Россию, с 2022 года проживает в Санкт-Петербурге.

## Уголовное преследование
Евгения утверждала, что на неё заводили уголовное дело по статье 258-3 Уголовного кодекса Украины «Международный терроризм».
25 августа 2022 года Печерской окружной прокуратурой города Киева Бильченко была уведомлена о подозрении в «государственной измене, создании по заказу российских спецслужб сети агентов для получения данных о расположении ВСУ и терробороны, действия направленные на насильственное изменение или свержение конституционного строя». По данным следствия, Бильченко удалось завербовать более десяти человек.

## Премии
- Победитель Всеукраинского литературного конкурса «Витоки» (Острог, 2009) в номинации «Поэзия» (1 место).
- Лауреат Всеукраинского литературного фестиваля «Краснодонские горизонты» (Краснодон, 2009) в номинации «Рубленое мясо поэзии».
- Лауреат литературного конкурса в рамках Всеукраинского литературного фестиваля «Пушкинское кольцо» (Черкассы, 2010; 3 место).
- Лауреат Турнира поэтов «Летающая крыша» в рамках Всеукраинского литературного фестиваля «Пушкинское кольцо» (Черкассы, 2010; 2 место).
- Лауреат Всеукраинского фестиваля поэзии «Подкова Пегаса» (Винница, 2010).
- Гран-при Международного литературного фестиваля имени Н. Хаткиной «Cambala» (Донецк, 2010; 1 место).
- Лауреат Всеукраинского литературного конкурса «Малахитовый носорог» (Винница, 2010; 3 место).
- Лауреат Международного литературного конкурса «Согласование времён» (Франкфурт-на-Майне, 2010) в номинации «Поэзия» (2 место).
- Золотой автор Международного литературного конкурса «Согласование времён».
- Победитель поэтического слэма в рамках Всеукраинского поэтического фестиваля «Ан Т-Р-Акт: СЕРЕБРЯНОЕ ВЕКО» (Херсон, 2011; 1 место).
- Гран-при Всеукраинского открытого фестиваля поэзии «АВАЛгард» (Харьков, 2012).
- Лауреат Всеукраинского фестиваля поэзии «Ватерлиния» (Николаев, 2012; 2 место).
- Гран-при Всеукраинского фестиваля поэзии «Подкова Пегаса» (Винница, 2012; гран-при).
- Лауреат и член жюри фестиваля «Ан Т-Р-Акт» (Херсон, 20-21 апреля 2013).
- Лауреат Юбилейного 10-го Международного литературного фестивалю «Петербургские мосты» (Санкт-Петербург, 2013).
- Лауреат Кубка Большого Слэма (Харьков, 2013).
- Лауреат внутреннеиздательской премии «Жемчужное зёрнышко» за книгу стихов «Кто я?» (Санкт-Петербург, 2014).
- Лауреат Международной премии имени Николая Гоголя за талантливый поэтический вклад в развитие диалога культур (2015);
- Лучший автор международного журнала литературы и искусств «Zeitglas» (2015).
- Лауреат Международной премии имени Григория Сковороды за творческую деятельность и гражданскую позицию (2016).

### Монографии
- Більченко Є. В. Чужий. Інший. Ближній. Філософія діалогу як філософія Третього. — К.: НПУ імені М. П. Драгоманова, 2010. — 357 с.
- Більченко Є. В. Більченко Є. Людина без історії. — К.: Видавець Білявський, 2015. — 308 с.
- Людина в сучасному цивілізаційному вимірі: філософсько-культурологічні та етико-естетичні виміри: монографія / М. М. Бровко, Л. Д. Бабушка, Є. В. Більченко та інші. — Ніжин: ТОВ Видавництво «Аспект-Поліграф», 2014. — С. 25-54.

### Сборники поэзии
- Бильченко Е. Моя революция. — К.: Український клуб, 2009. — 136 с.
- Бильченко Е. Крыжановский Ю. Александрия-208. Киев-Донецк,: Издательство НОРД-ПРЕСС, 2010. — 116 с.
- Бильченко Е. История болезни. — Донецк: Издательство НОРД-ПРЕСС, 2011. — 110 с.
- Павлюк И. Исповедь последнего волхва. Переводы Евгении Бильченко, Любови Либуркиной, Тамары Гордиенко. — СПб.: Алетейя, 2012. — 172 с.
- Бильченко Е. ПОСТлирика.- Харьков: Слово, 2012. — 97 с.
- Бильченко Е. Две Жени. — Киев-Донецк: НОРД-Пресс, 2012. — 112 с.
- Бильченко Е. Василиса и Петроград. — Киев-Донецк: Издательство БВЛ, 2013. — 148 с.
- Бильченко Е. В. Кто я? — СПб: Группа «МИД», 2014. — 52 с.
- Бильченко Е., Сенчило А., Крыжановский Ю., Липольц Т. ЧЕЛО ВЕЧНОСТИ. — Киев-Донецк: Издательство БВЛ, 2014. — 152 с.
- Бильченко Е. Чили. — К.: Издательство БВЛ, 2015. — 180 с.
- Бильченко Е. Соло для медвежонка. — СПб: АураИнфо, 2015. — 32 с.
- Бильченко Е. Список кораблей. — Харьков: Слово, 2015. — 190 с.
- Бильченко Е. Давидка и Дашка: Дневник. — К.: Издательство БВЛ, 2016. — 82с.
- Вселенная № 8: Пьеса в трех актах / Сенчило А., Шеина Т., Бильченко Е. и др. — К.: Друкарский двор Олега Федорова, 2016. — 192 с.
- Бильченко Е. Избранное. — К.: Друкарский двор Олега Федорова, 2016. — 160 с.